# Sales (São Paulo)
Pour les articles homonymes, voir Sales.
Sales est une municipalité brésilienne de l'État de São Paulo et la Microrégion de Novo Horizonte. Avec une population de 6407 habitants pour une surface de 308.45km².